# The Legend of Heroes: Trails in the Sky SC
The Legend of Heroes: Trails in the Sky SC (яп. 英雄伝説 空の軌跡 SC, эиюː дэнсэцу сора но кисэки SC) — ролевая игра разработанная японской студией Nihon Falcom. Игра входит в серию The Legend of Heroes и её подсерию Trails, является прямым продолжением The Legend of Heroes: Trails in the Sky.
Изначально Trails in the Sky SC была выпущена в Японии в 2006 году на Windows и 2007 году на PlayStation Portable. Игра была переведена на английский язык Xseed Games и выпущена в 2015 году на те же платформы. В 2013 году в Японии на PlayStation 3 вышла версия игры в высоком разрешении, а в 2015 году на PlayStation Vita вышло издание с новыми возможностями, перерисованными анимированными портретами, переделанным интерфейсом и озвучкой диалогов получившее название The Legend of Heroes: Trails in the Sky SC Evolution. Продолжение игры, получившее название Trails in the Sky the 3rd, было выпущено в 2007 году.

## Игровой процесс
Игровой процесс не претерпел больших изменений по сравнению с Trails in the Sky FC. Среди основных изменений: новые персонажи, совместные атаки группы персонажей, рыбалка.

## Сюжет
Сюжет продолжается с того места где закончилась предыдущая игра, персонажи празднуют предотвращение государственного переворота, а Джошуа вспомнив своё прошлое сбегает. Эстель просыпается в комнате Джошуа и Кассия и вспоминает события прошлого вечера, она решает, что Джошуа решил вернуться домой и незамедлительно бросается в погоню. На воздушном корабле она знакомится с молодым странствующим священником Кевином Грэмом (яп. ケビン・グラハム), который берётся её сопроводить. Прибыв домой Эстель не обнаруживает Джошуа и впадает в отчаяние, но в это время в дом входят Кассий и Шеразард, которых через гильдию вызвал Кевин, распознав эмоциональное состояние Эстель ещё при встрече. Кассий и Шеразард предлагают Эстель сменить обстановку и отправится на тренировочную базу гильдии для прохождения специального обучения, на что Эстель не долго думая соглашается.
Эстель проходит тренировку вместе с Анелас (яп. アネラス), против которой ранее она сражалась на турнире в столице. После обучения Эстель и Анелас разделяются на две группы, одна идёт с Шеразард, а другая с Агатом Кроснером (яп. アガット・クロスナー), с целью обнаружения следов деятельности общества Уроборос. Путешествуя по стране герои встречают как старых знакомых готовых помочь, так и инфорсеров Уробороса, которые проводят странные эксперименты за пределами известного уровня технологий.

## Локализация
В 2010 году компания Xseed Games подтвердила, что права на локализацию трёх игр Trails in the Sky. Для локализации первой игры пришлось переводить более 1,5 миллиона символов на японском языке, но её продажи не оправдали ожиданий Xseed Games. Соотношение вложений в перевод и прибыли от его продажи грозили студии банкротством. Так же ситуацию омрачал тот факт, что большой объём игры должен быть размещён на двух дисках, что в свою очередь создавало проблемы с размещением игры в цифровом магазине PlayStation Network, а также тот факт, что продажи PlayStation Portable в Северной Америке неуклонно снижались. Xseed заявили, что не станут отменять выход локализации Second Chapter, но уделяет ему меньше внимания, по необходимости работая над другими играми для сохранения финансовой стабильности. В октябре 2012 года Falcom объявила, что трудности с размещением игры в PSN решены и стоит в скором времени ждать новостей об игре..
В сентябре 2013 года Xseed Games подтвердили свои намерения выпустить игру на английском языке. Было решено выпустить игру в цифровые магазины для Windows, PlayStation Portable и PlayStation Vita по средствам обратной совместимости. Компания Carpe Fulgur помогла Xseed Games с переводом игры. Выход игры на английском языке был намечен на середину 2014 года, но позднее был перенесён на конец 2014 года. Глава Carpe Fulgur заявлял, что замедление процесса перевода было связано с проблемами в его личной жизни. В итоге выход игры был отложен до осени 2015 года. По словам Джессики Чавес из Xseed Games, итоговый сценарий на английском языке содержит 716 401 слово, что приблизительно составляет 10 романов и длиннее чем трилогия «Властелин колец» (455 125 слов) и «Война и мир» (587 287 слов).

## Отзывы прессы
| Сводный рейтинг      | Сводный рейтинг | Сводный рейтинг | Сводный рейтинг |
| Издание              | Оценка          | Оценка          | Оценка          |
| Издание              | PC              | PSP             | PS Vita         |
| -------------------- | --------------- | --------------- | --------------- |
| Metacritic           | 80/100          | 76/100          |                 |
| OpenCritic           | 82/100          |                 |                 |
| Иноязычные издания   |                 |                 |                 |
| Издание              | Оценка          | Оценка          | Оценка          |
| Издание              | PC              | PSP             | PS Vita         |
| DualShockers         |                 | 7,5/10          |                 |
| Gaming Nexus         |                 |                 | 8,8/10          |
| RPGamer              | 4/5             |                 |                 |
| RPGFan               | 88/100          | 82/100          |                 |
| PlayStation Universe |                 |                 | 8,5/10          |

Игра получила в основном положительные оценки прессы, усреднённая оценка на сайте-аггрегаторе Metacritic составляет 80 баллов из 100 в версии для Windows и 76 из 100 в версии для PSP.